# Rockford (Minnesota)
Rockford è una città degli Stati Uniti d'America, situata in Minnesota, nella Contea di Wright e in parte nella Contea di Hennepin.